# Запорізький автовокзал
Автовокзал «Запоріжжя № 1» (АС-1) — зруйнований центральний міжміський автовокзал у місті Запоріжжя 10 серпня 2025 року, який обслуговував пасажирів як міжобласного, так і міжнародного автобусного сполучення, а також забезпечував сполучення з населеними пунктами області та обласними центрами України.
Автовокзал по пропускній здатності належав до 1-го класу, обслуговував пасажирів міжміських і міжнародних автобусів. Основні частини автовокзалу — вокзальна будівля, перони для посадки і висадки пасажирів, під'їзд до перону, який ізольований від дороги загального користування.

## Історія
Будівля автовокзалу введена в експлуатацію у 1964 році. У вокзальній будівлі розташовувалися зали чекання, каси для продажу квитків, підприємства громадського харчування та роздрібної торгівлі, камери зберігання, а також службові приміщення (диспетчерська, адміністративні приміщення). Поруч з автовокзалом розташований АТБ-Маркет, який відкритий 14 травня 2014 року.
20 січня 2025 року, за рішенням Господарського суду Запорізької області, ПрАТ «Запоріжавтотранс», якому належить автовокзал, визнано банкрутом. Майно товариства підлягає продажу, а гроші вторговані з продажу повинні бути направлені низці компаній, яким заборгував «Запоріжавтотранс». 18 липня 2025 року були виставлені на продаж двоповерхова будівля центрального міжміського автовокзалу (Автостанція «Запоріжжя № 1»), земельну ділянку загальною площею 0,9967 м², вбиральні та декілька торговельних павільйонів.
10 серпня 2025 року, близько 18:00, російські окупанти завдали два авіаудари по Запоріжжю. Один з них прийшовся по будівлі центрального автовокзалу. Внаслідок атаки зруйнована вщент будівля міжміського автовокзалу, зазнали пошкодження територія АЗС, довколишні будівлі та транспортні засоби. Поранення отримали щонайменше 20 осіб. Згодом стало відомо про ще одну особу, яку було деблоковано з-під завалів рятувальниками. Загальна кількість постраждалих за офіційними даними склала 21 людина.

Зруйнований автовокзал російськими окупантами (10.08.2025)
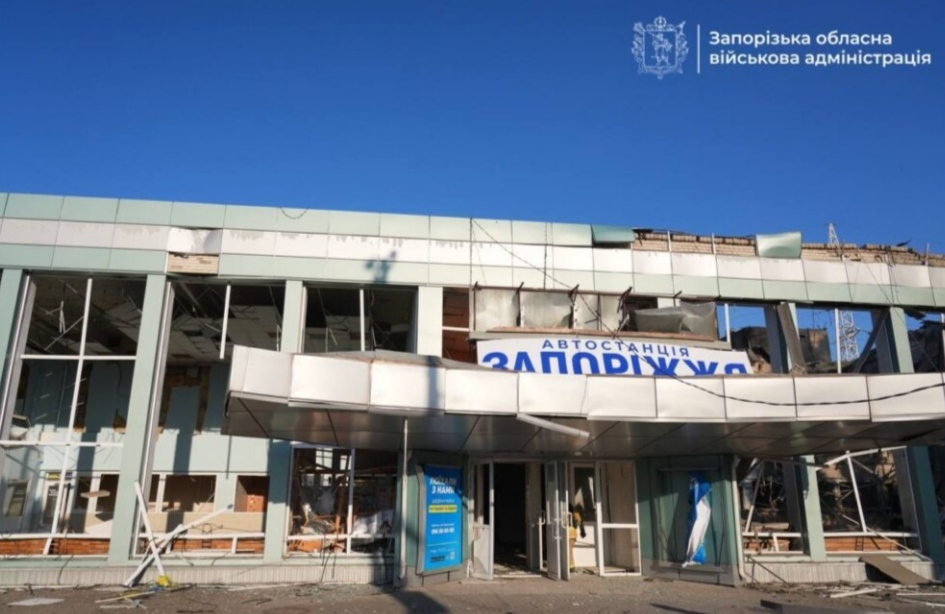
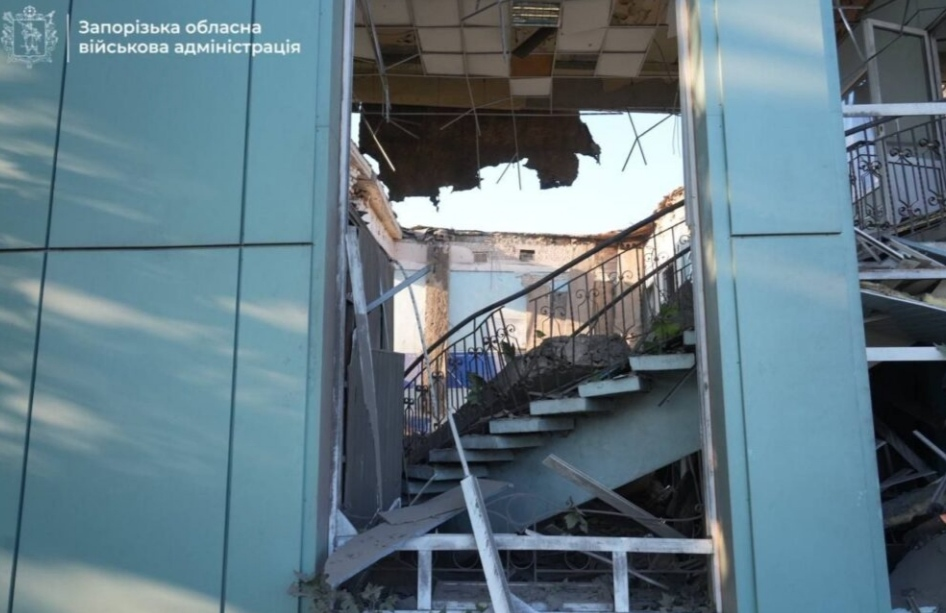

Незважаючи на масштабні руйнування автовокзал продовжує працювати. На одній з платформ тимчасово облаштована умовна каса з продажу проїзних документів. Навіть після удару кількість рейсів не змінилася, в середньому виконується близько 50 автобусних рейсів.

## Напрямки
Центральний міжміський автовокзал м. Запоріжжя обслуговував наступні напрямки:
- бердянський
- дніпровський
- донецький
- енергодарський
- маріупольський
- мелітопольський
- нікопольський
- самарівський
- оріхівський.

Приміські маршрути
З 16 вересня 2016 року була обладнана платформа № 13 для приміських маршрутів КП  «Автогосподарство»:
- № 201 Запоріжжя (АС-1) — Запоріжжя-1 — Балабине — Кушугум — Осетрівка
- № 202 Запоріжжя (АС-1) — Запоріжжя-1 — Балабине — Кушугум — Малокатеринівка[10], але через декілька місяців кінцева зупинка даних маршрутів була відновлена біля залізничного вокзалу Запоріжжя I.

Через центральний автовокзал пролягають чимало маршрутів міського громадського транспорту, якими є можливість дістатися в усі райони міста Запоріжжя.
Для здійснення пересадок на залізничний транспорт є можливість скористатися наступними маршрутами.
- До вокзалу Запоріжжя I:
  - автобуси: № 17, 18, 29, 37, 42, 46, 61, 67, 74, 75, 81, 84, 88, 98, 99
  - тролейбуси: № 3
  - трамваї: № 3, 16.
- До вокзалу Запоріжжя II:
  - автобус: № 384.